# Championnat d'Europe de saut d'obstacles 1969
Navigation
Édition précédente Édition suivante
Le championnat d'Europe de saut d'obstacles 1969, dixième édition des championnats d'Europe de saut d'obstacles, a eu lieu en 1969 à Hickstead, au Royaume-Uni. Il est remporté par le Britannique David Broome.